# Plan República

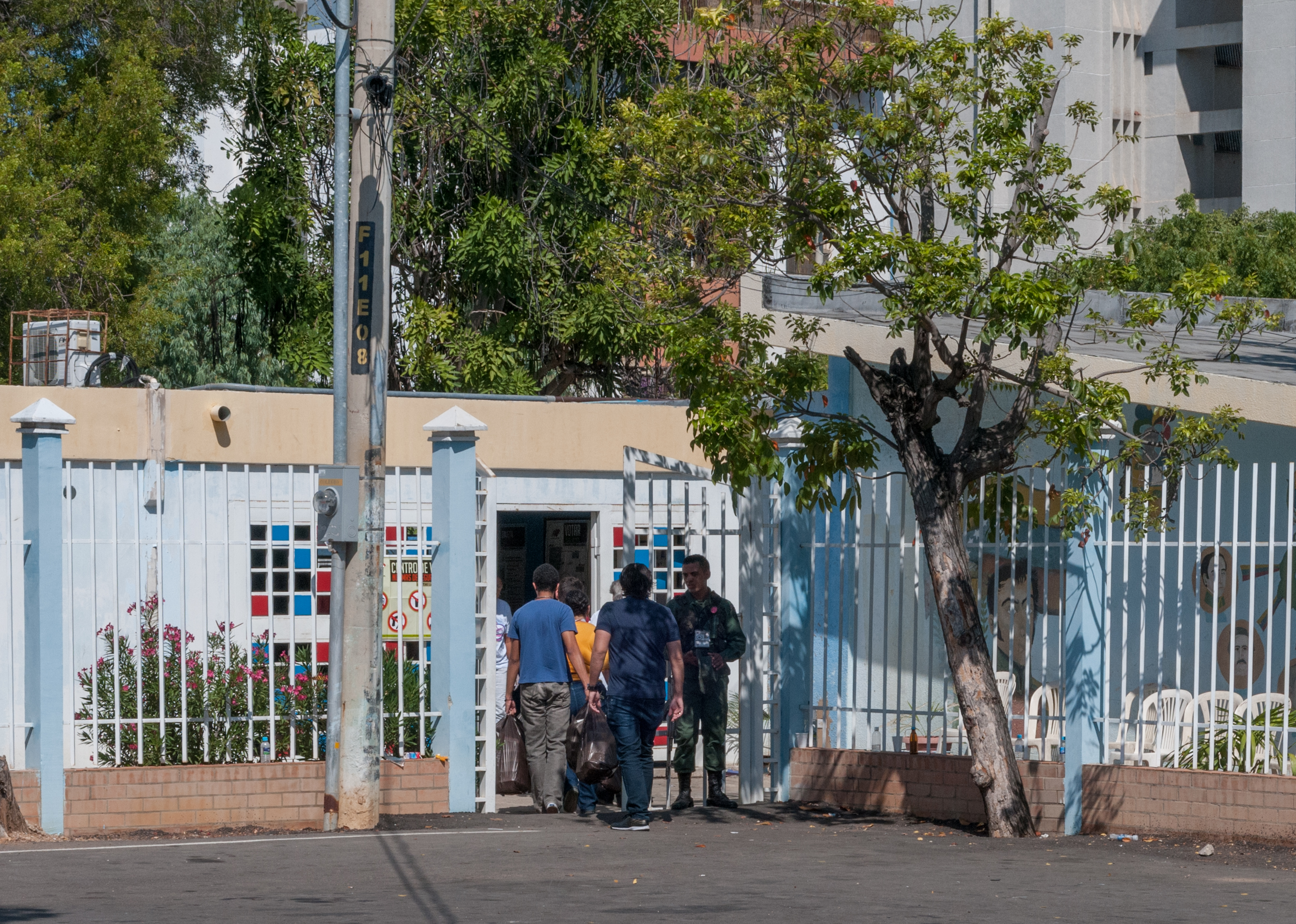
Militar en un Centro Electoral de Maracaibo durante las elecciones regionales de 2012.

El Plan República es un despliegue militar realizado durante todos los procesos electorales cuyo propósito principal es el resguardo del orden y de la seguridad durante los comicios en Venezuela.

## Funciones
Entre otras funciones del Plan República se encuentran la entrega del material electoral durante la instalación de los centros de votación, el resguardo de los mismos, asistencia a votantes de tercera edad, embarazadas o con alguna discapacidad, facilitación del ingreso de los técnicos, testigos, observadores nacionales y acompañantes internacionales debidamente acreditados, retiro del material de contingencia en caso de ser necesario, entrega de actas e instrumentos electorales a la Junta Nacional Electoral y Oficina Regional Electoral correspondiente y resguardo del traslado del material electoral a los almacenes del CNE.

## Historia

### Elecciones parlamentarias de 2010
En la madrugada del día de las elecciones parlamentarias de 2010, efectivos del Plan República allanaron un centro de denuncias de Voto Joven que había sido instalado en la Universidad Simón Bolívar, ingresando con armas largas y llevándose tres computadoras, sin una orden de allanamiento y violando la autonomía universitaria.

### Elecciones presidenciales de 2012
El Grupo Internacional de Crisis sostuvo que los colectivos podían "intimidar a votantes" durante las elecciones presidenciales de 2012 porque "aseguraban los centros de votación bajo el Plan República".
Rafael Velásquez Becerra, quien fuera precandidato por el municipio Bruzual de Yaracuy, interpone un amparo ante el Tribunal Supremo de Justicia contra las primarias del día anterior, por considerar que recibió trabas a su candidatura por parte de la Mesa de la Unidad Democrática. El magistrado de la Sala Constitucional del Tribunal Supremo de Justicia, Francisco Carrasquero, emite una sentencia a tan sólo 24 horas de introducido el amparo, en la que ordena a la Mesa de la Unidad no destruir los cuadernos de votación y entregarlos a las juntas regionales del Consejo Nacional Electoral (CNE). Para ello encarga al Plan República el aseguramiento inmediato y la procura de todos los cuadernos. La medida generó un fuerte rechazo en los partidos políticos de oposición y en la opinión pública, por estimar que se violentaba así el secreto del voto y daría pie a una especie de "segunda Lista Tascón". Numerosos destacamentos de la Guardia Nacional Bolivariana intentaron hacerse con el material, poniendo bajo arresto a José Clavijo, presidente de la junta de las primarias en Aragua y dejando un joven muerto durante el proceso en Maracay. Pese a ello, los cuadernos de votación fueron incinerados en todo el país.

### Elecciones regionales de 2017
Durante las elecciones regionales de 2017 hubo negativa por parte del Plan República y miembros de mesa para que medios de comunicación registrasen el proceso. En el colegio Fermín Toro de Valencia uno de los testigos denunció que su credencial le fue arrebatada por un funcionario luego de que intentara tomar fotos del centro. Hasta horas de la madrugada, el Sistema de Medios Públicos transmitió propaganda electoral de los candidatos oficialistas, violando la normativa electoral. En Los Teques varias mesas electorales abrieron tarde y con miembros de mesa accidentales (electores esperando en la fila y testigos de mesa).

### Elecciones presidenciales de 2018
Días previos al inicio elecciones presidenciales de 2018, el candidato presidencial Henri Falcón solicitó al Consejo Nacional Electoral y al Plan República la eliminación de los "puntos rojos" cercanos a los centros de votación, además de sancionar a Nicolás Maduro por violar la ley al ofrecer al electorado premios pagados con dinero público a través del Carnet de la Patria en dichos puntos. Posteriormente Claudio Fermín, jefe de Campaña de Falcón, introdujo en el Tribunal Supremo de Justicia (TSJ) un recurso contencioso electoral en donde solicitaba prohibir la instalación de los “puntos rojos” dentro de los 200 metros establecidos por el CNE, además de prohibir a los órganos del Poder Público que se condicionara los programas sociales y el otorgamiento de beneficios vinculados al Carnet de la Patria, su presentación o lectura del código QR en las cercanías de los centros electorales, hechos que su juicio constituyen actos de corrupción. El 17 de mayo la Sala Electoral del TSJ dictó la sentencia N° 52 en donde rechazó la petición del Fermín, alegando que las solicitudes cautelares se trataban de hechos futuros e inciertos.
El Colegio Nacional de Periodistas instó al Plan República y a los diversos actores que forman parte del proceso de las elecciones presidenciales a respetar y facilitar el trabajo de los periodistas y comunicadores durante los comicios.
En el este de Caracas, una zona tradicionalmente opositora, se observaron en distintos centros de los municipios Chacao y Baruta, el proceso no había iniciado a la hora de apertura debido a que, según informaron funcionarios del Plan República, no habían llegado todos los testigos y miembros de mesa. A las 8 de la mañana los miembros del Consejo Nacional Electoral (CNE) en la escuela municipal Andrés Bello, en Chacao, comenzaron a preguntar a los electores quién se postulaba como voluntario para ejercer la función de ser secretario de mesa, como miembros accidentales. A las 7:30 a. m. solo había llegado un presidente de mesa de un total de 11.
El Sindicato Nacional de Trabajadores de la Prensa (SNTP), informó  que en el Gimnasio Vertical de Chacao, en Miranda, el periodista Juan Carlos Salas de Hispanopost fue detenido durante por unos minutos por efectivos del Plan República cuando cubría el proceso electoral en ese centro electoral.